# Azara lanceolata
Espèce
Classification phylogénétique
Azara lanceolata ("Corcolen", "aromo" en espagnol) est une espèce de plantes à fleursde la famille des Salicaceae. C'est un arbuste à feuillage persistant de 3 à 5 m de haut, aux branches minces, souples et longues. On le rencontre des deux côtés de la cordillère des Andes dans le sud de l'Argentine et du Chili.
Il a des feuilles alternes, dentées, lancéolées ou elliptiques, à stipules très foliacés. Le limbe d'un vert vif, de 3 à 7 cm de long sur 1 à 2 de large, a une nervure centrale forte. Les fleurs sont jaunes, hermaphrodites, l'inflorescence est en corymbe. Elles ont 4 à 5 tépales poilus, de nombreuses étamines, un pistil à quatre loges. Le fruit est une baie de couleur rose à blanc, sphérique, de 6 mm de diamètre, contenant de nombreuses graines de 2 mm de long.

## Galerie

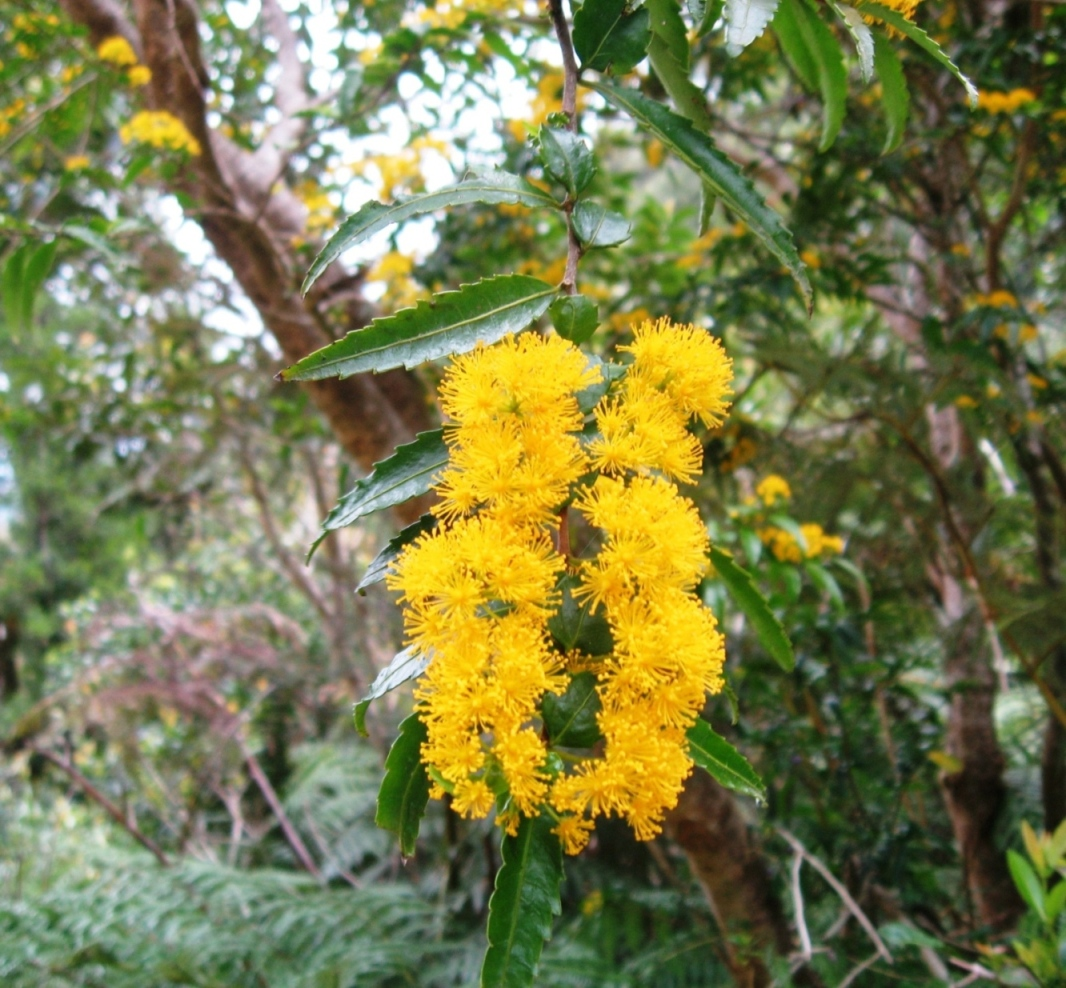